# سرجیو بوسو
سرجیو بوسو (انگلیسی: Sergio Buso; ۳ آوریل ۱۹۵۰ – ۲۴ دسامبر ۲۰۱۱) بازیکن فوتبال اهل ایتالیا بود.
از باشگاه‌هایی که در آن بازی کرده‌است می‌توان به باشگاه فوتبال بولونیا، باشگاه فوتبال پادوا، باشگاه فوتبال کالیاری، باشگاه فوتبال پیزا، و باشگاه فوتبال نووارا اشاره کرد.